# 坂里
坂里（さかさと）は、静岡県掛川市にある大字。

## 地理
静岡県掛川市の南部に位置する。合併前の旧大東町においては南東部に位置していた。北東から南西に広がる大字である。山林と農地が入り交じり人家も点在している。
近隣には大字の名称と集落の名称とが一致しない地が散見されるが、坂里においては大字としての住所表記は「坂里」と記され、集落としても同じく「坂里」と呼ばれている。なお、集落としての坂里は、掛川市の自治区である千浜東区に属している。

## 歴史
坂里と呼ばれている地には、もともとは自然村である遠江国城東郡坂里村が置かれていた。江戸時代に入ると坂里村は横須賀藩領となった。内山真龍の『遠江国風土記伝』によれば、坂里村の当時の石高は262石1斗4升9合であったとされる。農業が盛んであり、米をはじめとする五穀、大根、蔓菁根、辛菜、白瓜、青瓜、冬瓜、西瓜、茄子、甘蔗、木綿などが栽培されていた。用水としては牛淵川を利用していた。『角川日本地名大辞典』によれば、坂里村の鎮守社は近隣の来福村に鎮座する牛頭天王社とされており、坂里村の檀那寺は来福村の来福寺とされている。明治元年には駿府藩領となり、明治2年には静岡藩領となった。この坂里村が、のちの大字としての坂里に該当する。
町村制が施行された1889年（明治22年）に坂里村は千浜村、国安村、久兵衛新田、喜右衛門新田、国包村と合併することになり、新たな千浜村が発足した。その際に従来の自然村は大字とされることになり、千浜村の大字として坂里が設置された。1950年（昭和25年）に千浜村の坂里の一部が平田村に編入された。1956年（昭和31年）には千浜村は大坂村と合併し、大浜町が発足した。1958年（昭和33年）に大浜町の坂里の一部が城東村に編入された。その後の度重なる市町村合併を経て、1973年（昭和48年）4月よりこの地は大東町の一部となった。のちに大東町が掛川市、大須賀町と合併することになり、2005年（平成17年）4月よりこの地は掛川市の一部となった。

### 沿革
- 1871年 - 城東郡が静岡県に移管。
- 1871年 - 城東郡が浜松県に移管。
- 1876年 - 城東郡が静岡県に移管。
- 1889年 - 静岡県城東郡千浜村、国安村、久兵衛新田、喜右衛門新田、国包村、坂里村が合併して千浜村を設置。千浜村の大字として坂里を設置[5][7]。
- 1896年 - 静岡県佐野郡、城東郡が合併して小笠郡を設置。
- 1950年 - 静岡県小笠郡千浜村坂里の一部が平田村に編入[7]。
- 1956年 - 静岡県小笠郡大坂村、千浜村が合併して大浜町を設置。
- 1958年 - 静岡県小笠郡大浜町坂里の一部が城東村に編入[7]。
- 1973年 - 静岡県小笠郡大浜町、城東村が合併して大東町を設置。
- 2005年 - 静岡県掛川市、小笠郡大東町、大須賀町が合併して掛川市を設置。

## 世帯数と人口
2024年（令和6年）11月末日現在の世帯数と人口は以下の通りである。
| 大字 | 世帯数 | 人口 |
| ---- | ------ | ---- |
| 坂里 | 38世帯 | 99人 |

## 事業所
2021年（令和3年）現在の事業所数と従業員数は以下の通りである。
| 大字 | 事業所数 | 従業員数 |
| ---- | -------- | -------- |
| 坂里 | 1事業所  | 1人      |

## 小・中学校の学区
公立小・中学校に通う場合、学区は以下の通りとなる。
| 番地 | 小学校             | 中学校             |
| ---- | ------------------ | ------------------ |
| 全域 | 掛川市立千浜小学校 | 掛川市立大浜中学校 |

## 交通

### 道路
- 静岡県道244号大東菊川線

## 施設
- 柴山神社[10]

## その他

### 郵便
- 郵便番号：437-1411[2]（集配局：遠江大東郵便局）

### 警察
警察の管轄区域は以下の通りである。
| 番地 | 警察署     | 交番・駐在所 |
| ---- | ---------- | ------------ |
| 全域 | 掛川警察署 | 千浜駐在所   |

### 消防
消防の管轄区域は以下の通りである。
| 番地 | 消防署・分署 | 消防団分団   |
| ---- | ------------ | ------------ |
| 全域 | 南消防署     | 大東第一分団 |

### 自衛隊
陸上自衛隊の管轄区域は以下の通りである。
| 番地 | 方面隊     | 師団・旅団 | 部隊               |
| ---- | ---------- | ---------- | ------------------ |
| 全域 | 東部方面隊 | 第一師団   | 第三十四普通科連隊 |

### 註釈
1. ↑  今日では「遠江国風土記伝」と表記するのが一般的であるが、1900年に発行された『逺江國風圡記傳』では「逺江國風圡記傳」との表記を用いているため、同書に関する出典表記はそれに倣った。